# Украинцы в Таджикистане
Украинцы в Таджикистане (укр. Українці в Таджикистані) — одна из этнических общин на территории Таджикистана. Ранее численность и удельный вес украинцев в республике имел куда более значительные масштабы, но после распада СССР, гражданской войны в Таджикистане, резкого экономического спада, социально-экономическое положение украинцев значительно ухудшилось и большинство из них эмигрировало в первые годы независимости.

## История и современность украинской диаспоры
Украинская диаспора в Таджикистане сформировалась преимущественно в советское время, о чем свидетельствуют данные переписей 1926, 1959, 1989 годов.
В советский период по распределению в республику направляются специалисты, квалифицированные рабочие, молодые специалисты с Украины, вложившие свой вклад в индустриализацию экономики республики.
В Средней Азии и в Таджикистане в частности, так сложилось, что большинство военнослужащих по призыву были с Украины, как и многие из офицерского состава. В первую очередь это касалось погранвойск.

### Численность
По данным переписей XX века, наибольшее количество украинцев в Таджикистане проживало в 1989 году — 41 375 человек; к 2000 году их число сократилось до 3 787 человека. Доля украинского населения самой высокой была по данным переписи 1959 года.
Динамика численности украинцев в Таджикистане:
| Народ    | 1926   | %       | 1959    | %       | 1989    | %       | 2000    | %       | 2010    | %       |
| -------- | ------ | ------- | ------- | ------- | ------- | ------- | ------- | ------- | ------- | ------- |
| всего    | 827083 | 100,00% | 1979897 | 100,00% | 5092603 | 100,00% | 6127493 | 100,00% | 7564502 | 100,00% |
|          |        |         |         |         |         |         |         |         |         |         |
| украинцы | 1090   | 0,13%   | 26921   | 1,36%   | 41375   | 0,81%   | 3787    | 0,06%   | 1090    | 0,01%   |

С момента своего появления на территории республики, украинцы играли немаловажную роль во всех сферах жизни страны, особенно в советский период, и в первую очередь в её столице — городе Душанбе. Непростые межэтнические отношения в республике, экономический упадок, политическая нестабильность, привели к массовой эмиграции украинцев и иного гражданского европейского населения в начале 1990-х.

### Культурно-общественные мероприятия
В настоящее время культурно-общественные мероприятия украинской диаспоры осуществляются при поддержке Посольства Украины в Таджикистане.
Среди мероприятий украинской диаспоры прошедших в недавнее время можно отметить:
- 26 ноября 2016 года - День памяти жертв голода на Украине 1932-1933[11]
- 22 января 2017 года - празднование Дня Соборности Украины[12]
- 9 марта 2017 года - традиционные Шевченковские чтения, посвященные 203-й годовщине со дня рождения Т.Г.Шевченко[13]